# 페트로나스 필하모닉 홀

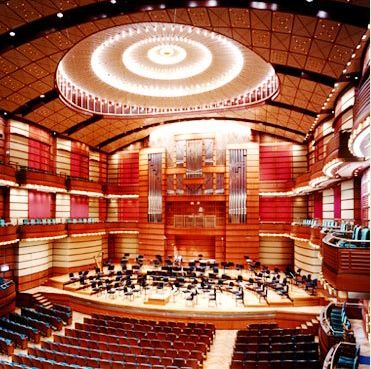
페트로나스 필하모닉 홀의 내부

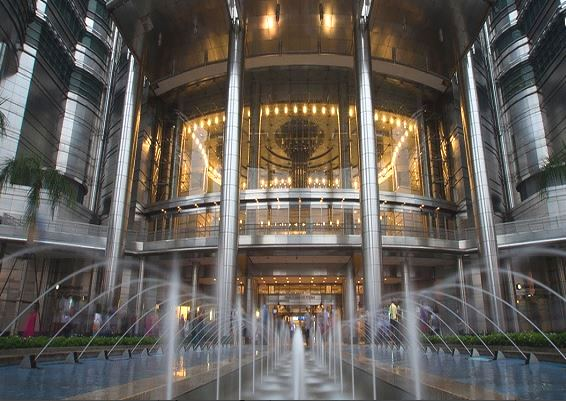
페트로나스 필하모닉 홀의 입구

페트로나스 필하모닉 홀(말레이어: Dewan Filharmonik Petronas)은 말레이시아 쿠알라룸푸르 페트로나스 트윈 타워 내에 있는 콘서트홀이다. 말레이시아 필하모닉 오케스트라 (MPO)의 본거지이며 뉴욕 필하모닉, 필라델피아 오케스트라, BBC 심포니, 빈 심포니 등 세계 최고의 오케스트라를 주최했다. 콘서트홀은 시저 펠리가 디자인하였다. 콘서트홀은 귀빈석과 박스석을 포함하여 920석을 수용할 수 있다.

## 같이 보기
- 말레이시아 필하모닉 오케스트라